# Stratus (groupe serbe)
 (février 2021).
Pour les articles homonymes, voir Stratus (homonymie).
Stratus (serbe en écriture cyrillique : Стратус) est un groupe de heavy metal serbe.

## Histoire du groupe
Le groupe a été formé en 2002 par les guitaristes Darko Konstantinoviċ et Saša Jankoviċ. Un ancien chanteur d'Osvajači, Nenad Jovanović, a rejoint le groupe en 2003. Avec Goran Pešić (guitare basse), Goran Nikolić (batterie) et Aleksandar Ljubisavljević (clavier), ils sortent leur premier album éponyme Stratus en mars 2005.
En 2008, Nenad Vukeliċ (guitare basse), Sale Stojković (batterie) et Slaviša Malenoviċ (claviers) rejoignent le groupe. La même année, le groupe sort son deuxième album studio intitulé Equilibrium.

## Discographie

### Albums studio
- 2005 : Stratus
- 2008 : Equilibrium?